# Andelarre
Andelarre é uma comuna francesa na região administrativa de Borgonha-Franco-Condado, no departamento de Alto Sona. Estende-se por uma área de 4,57 km². Em 2010 a comuna tinha 137 habitantes (densidade: 30 hab./km²).